# Licomede
Licomede re di Sciro, noto anche come Licurgo, è un personaggio della mitologia greca.

## Il mito

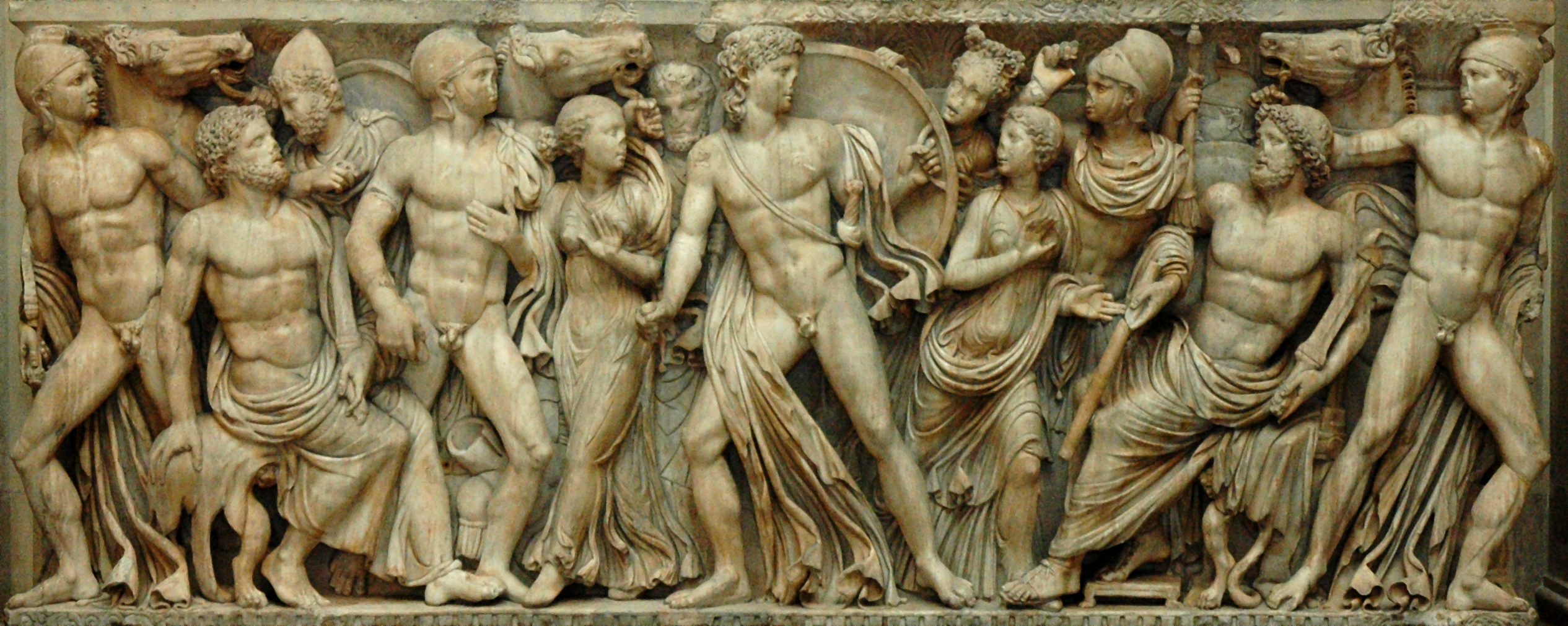
Achille alla corte del re Licomede, tavola di un sarcofago Attico, circa 240 a.C., Parigi, Louvre.

Nella mitologia greca, Licomede era il re di Sciro, isola dell'Egeo. Prima della guerra di Troia, Teti inviò suo figlio Achille, all'epoca adolescente, alla corte di Licomede, perché una profezia aveva decretato che sarebbe morto a Troia. Achille si travestì così in abiti femminili, mescolandosi alle dodici figlie del re, tra cui Deidamia che poi sposò e da cui ebbe un figlio, Neottolemo.
Ulisse e Menelao vennero inviati a Sciro da Agamennone per cercare Achille e farlo imbarcare per la guerra di Troia, riuscendo a identificarlo grazie ad uno stratagemma di Ulisse, che donò alle figlie del re, note per la loro bellezza, dei gioielli ed una spada, dicendo loro di scegliere il dono che preferivano. Mentre le figlie del re scelsero i vari gioielli, Achille prese in mano la spada e in questo modo si smascherò, consentendo ai due inviati di Agamennone di farlo imbarcare per Troia. Neottolemo fu allevato da Licomede fino a che anch'egli andò alla guerra, quando essa era ormai nelle sue fasi finali.
In alcune leggende Licomede viene anche indicato come l'uccisore di Teseo: il re di Sciro accolse infatti Teseo, costretto a lasciare Atene dopo che gli era stato usurpato il trono da Menesteo, in realtà Licomede e Menesteo erano amici, e insieme architettarono un piano per eliminare l'eroe, il quale fu spinto giù da Licomede in un dirupo durante una passeggiata sulle montagne.